# Pante (Simpang Tiga)
Pante is een bestuurslaag in het regentschap Pidie van de provincie Atjeh, Indonesië. Pante telt 840 inwoners (volkstelling 2010).